# Infinity Blade II
Infinity Blade II è un Videogioco di ruolo d'azione sviluppato da Chair Entertainment e Epic Games, pubblicato attraverso App Store il 1º dicembre 2011.

## Trama
La trama di Infinity Blade II è il sequel di Infinity Blade. Il giovane guerriero Siris possiede l'Infinity Blade e vuole conoscere il luogo dove è imprigionato l'Artigiano dei Segreti, per poi poterlo liberare. Ma per fare ciò Siris dovrà affrontare sfide difficili e combattere contro i 4 guardiani che custodiscono la sala segreta dove è rinchiuso l'artigiano.
Apokanemas Luigrapsus, in realtà è nemico fin dai tempi antichi di Siris.

## Piattaforme compatibili
Questo gioco si può solo trovare su App Store.
Le piattaforme compatibili sono tutti i dispositivi iOS